# 日本民家集落博物館
日本民家集落博物館（にほんみんかしゅうらくはくぶつかん）は、大阪府豊中市の服部緑地内にある博物館。17〜19世紀に建築された岩手県から鹿児島県奄美大島までの民家11棟を服部緑地内に移設し、日本最初の野外博物館として昭和31年（1956年）に開館した。開館当初の名称は「豊中市立民俗館」。

## 沿革
- 1956年（昭和31年）10月1日 - 「豊中市立民俗館」という名称で開館し、関西大学文学部教授の魚澄惣五郎が館長を委嘱された。

## 施設・展示

### 重要文化財
- 旧山田家住宅（信濃秋山の民家） - 長野県下水内郡栄村から移築

茅壁、土座（土間に直接茅などを敷き詰め、ムシロを敷いたもの）、掘立柱などの古い形式を残す民家で、建築年代は江戸時代中期にさかのぼる。
- 旧泉家住宅（摂津能勢の民家） - 大阪府豊能郡能勢町から移築

入母屋造妻入、茅葺きの民家。屋根構造に垂木構造（おだち鳥居組）という畿内特有の古い形式が用いられている。
- 旧椎葉家住宅（日向椎葉の民家） - 宮崎県東臼杵郡椎葉村から移築、斜面を開削した細長い敷地に建てられるために座敷が横一列に並ぶ並列型民家。

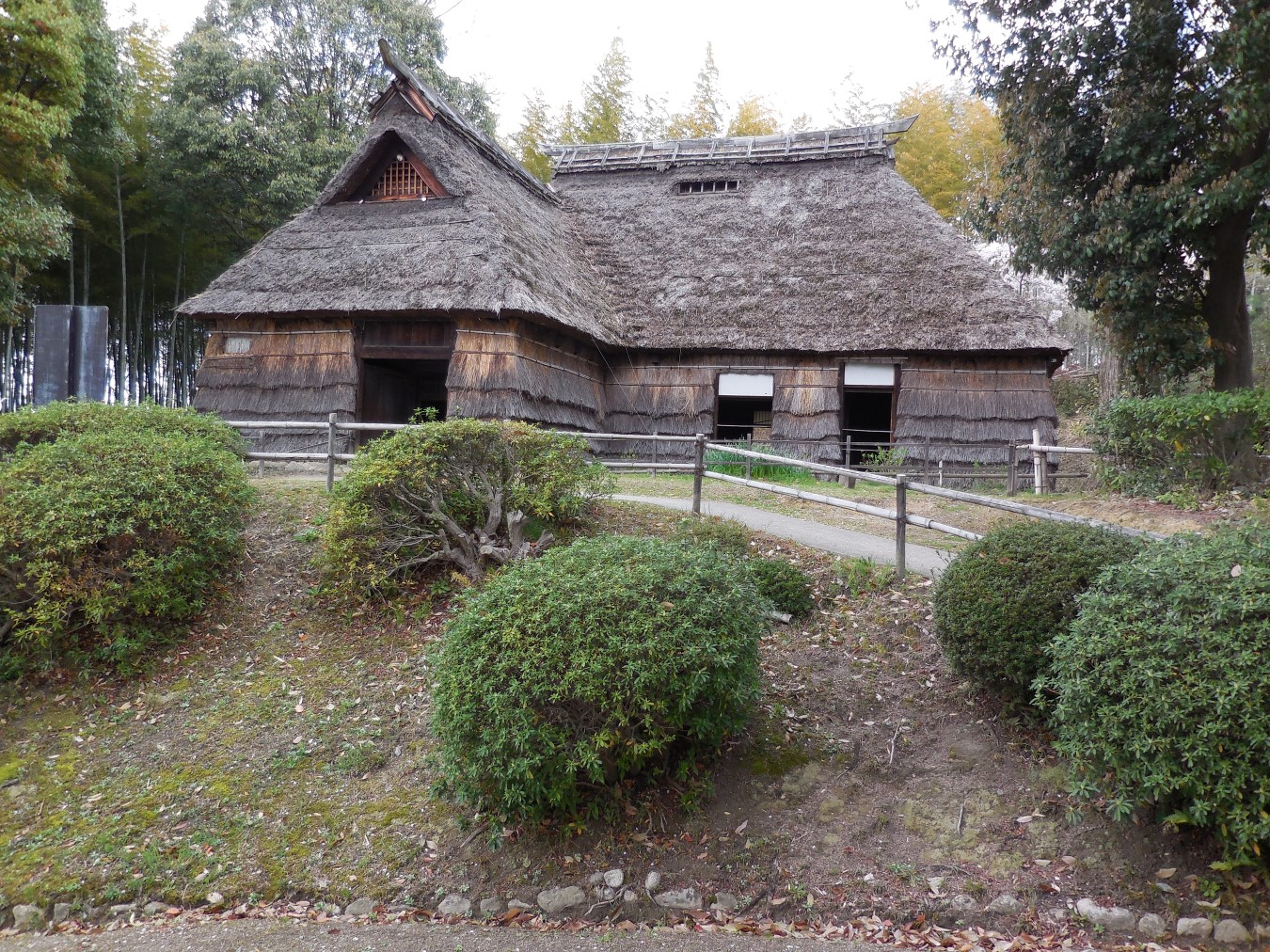
旧山田家住宅（信濃秋山の民家、重要文化財）
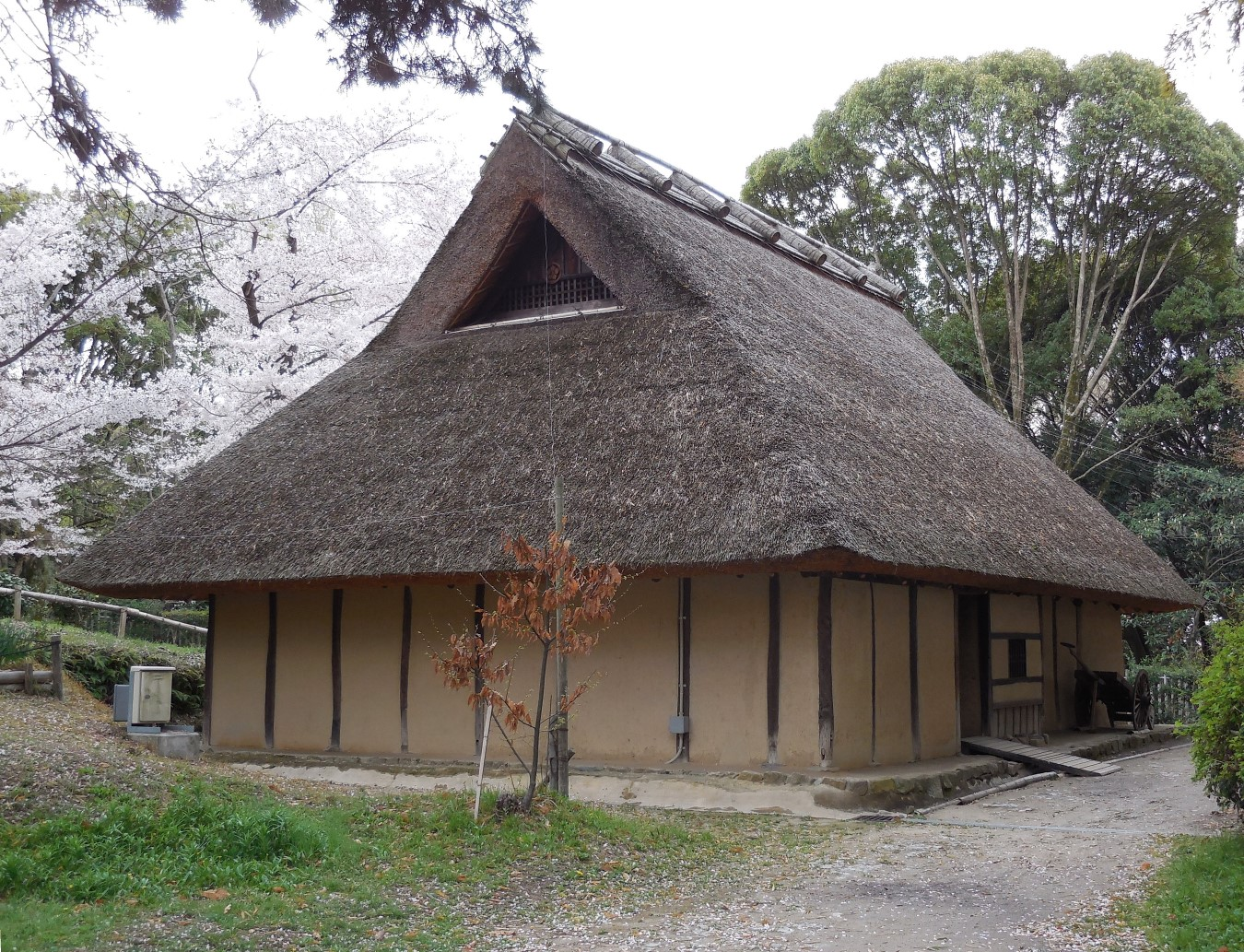
旧泉家住宅（摂津能勢の民家、重要文化財）

### 重要有形民俗文化財
- 飛騨白川の合掌造（旧大井家住宅） - 岐阜県大野郡白川村から移築

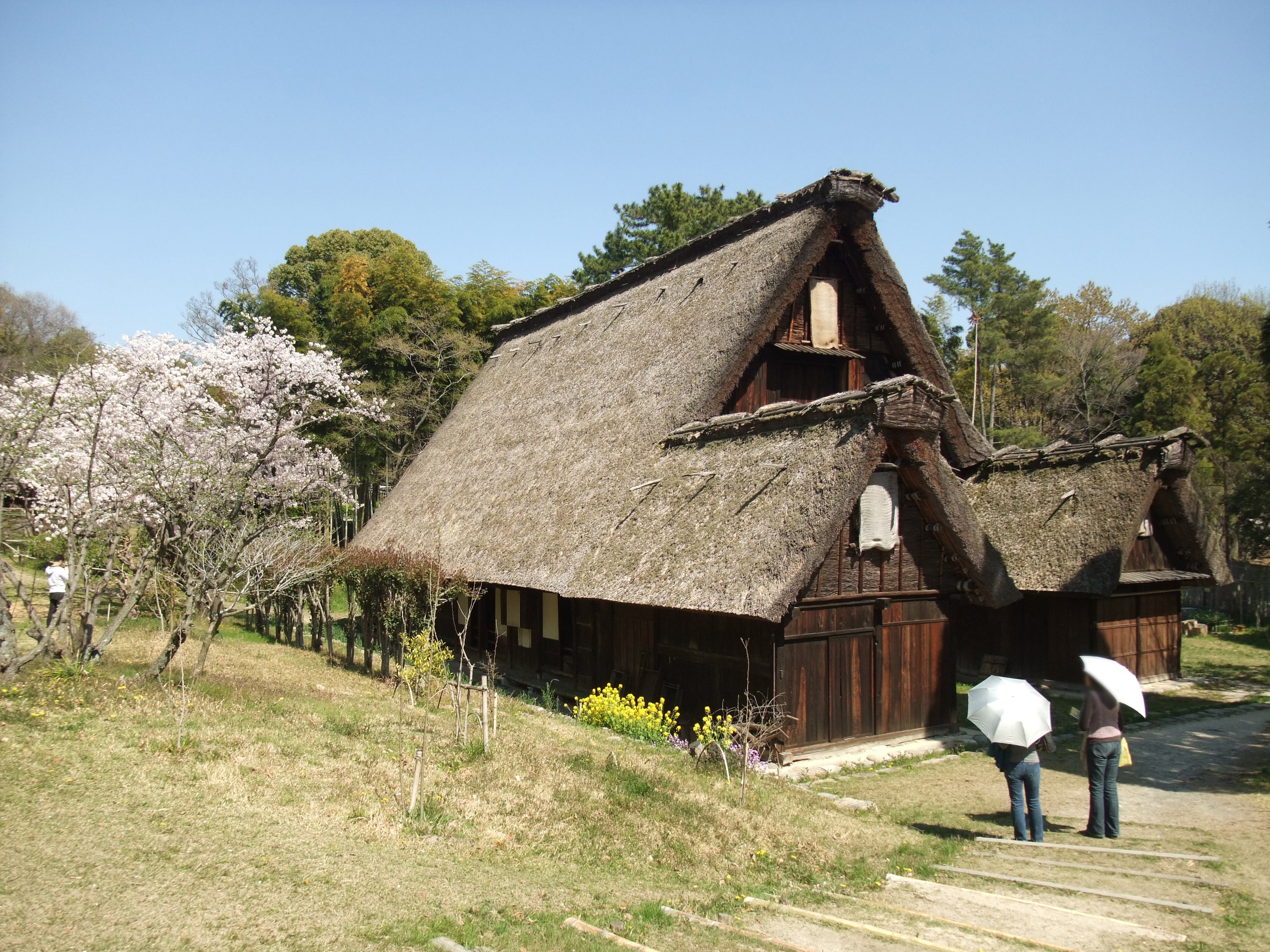
飛騨白川の合掌造り民家（重要有形民俗文化財）

### 登録有形文化財（国登録）
- 河内布施の長屋門 - 旧塩川正十郎邸正門、東大阪市から移築[1]
- 堂島の米蔵 - 江戸時代築、大阪堂島から移築
- 北河内の茶室 - 交野市から移築

### 大阪府指定有形文化財
- 越前敦賀の民家 - 福井県から移築
- 大和十津川の民家 - 奈良県から移築
- 奄美大島の高倉 - 鹿児島県から移築
- 南部の曲家（旧藤原家住宅）- 岩手県から移築

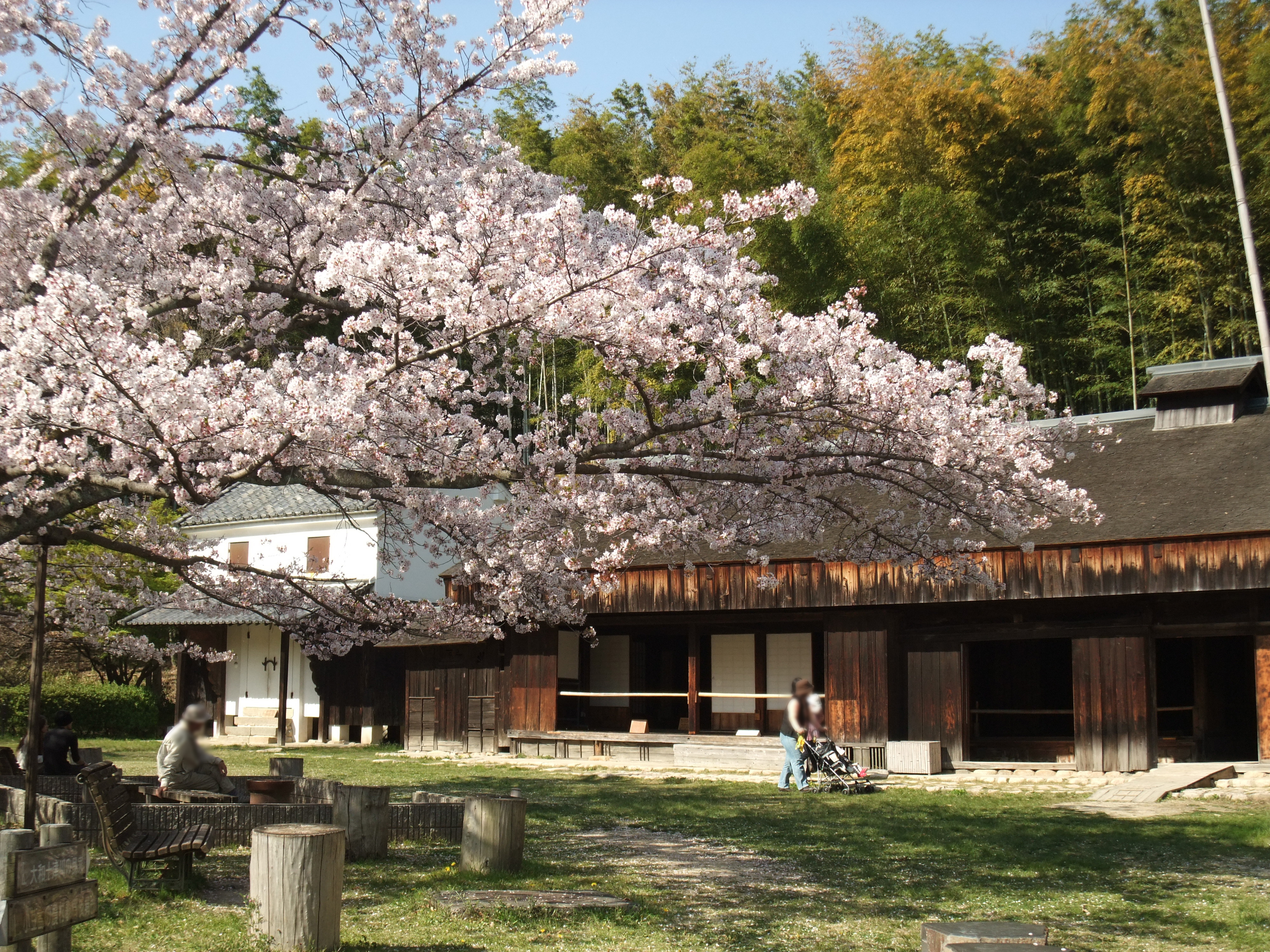
大和十津川の民家
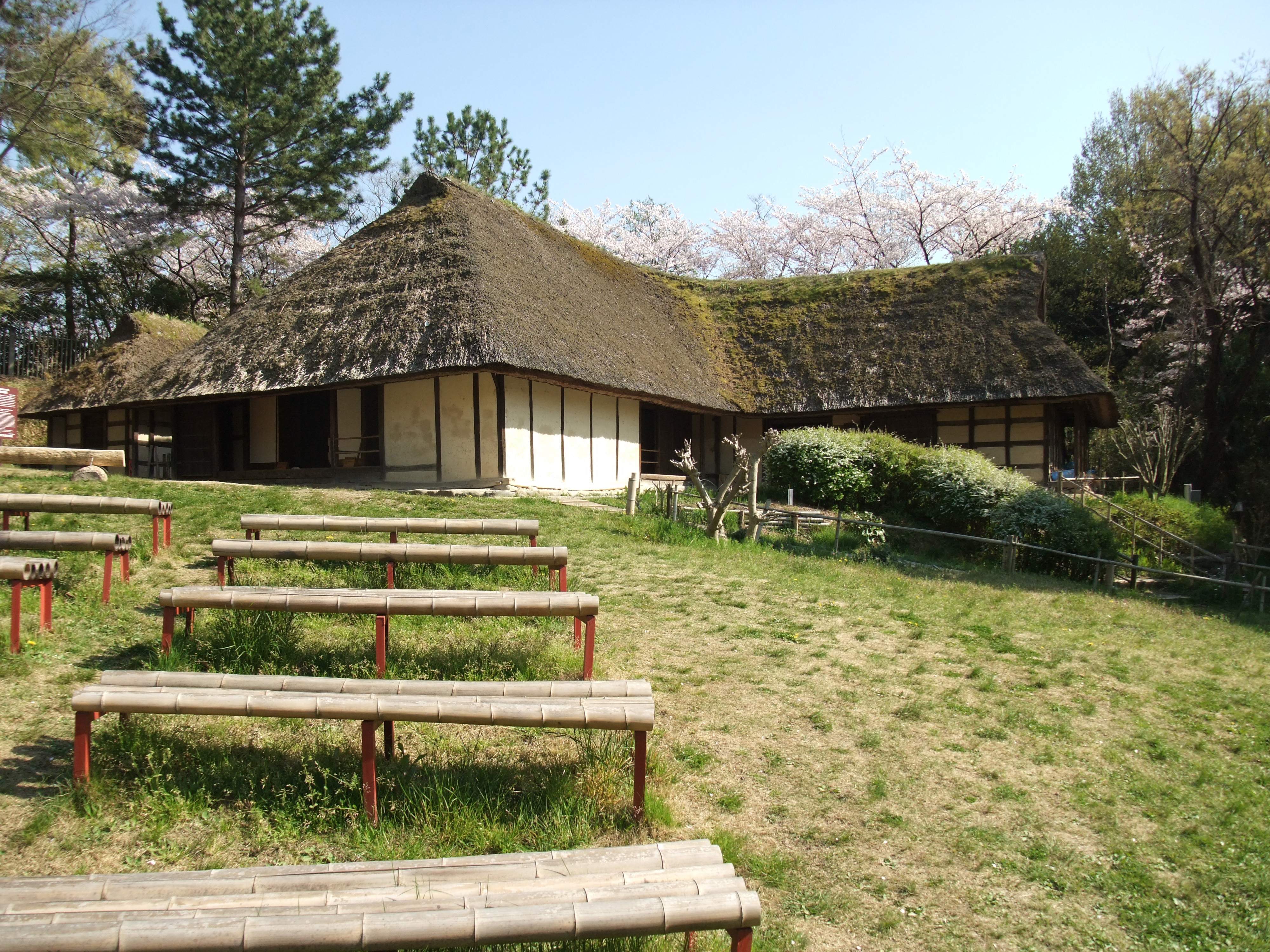
南部の曲家

### 大阪府指定有形民俗文化財
- 小豆島の農村歌舞伎舞台 - 香川県から移築

### その他
- 堺の風車
- むかしのくらし展示
- セミナールーム
- いわき市の板倉（受付）- 東日本大震災の仮設住宅

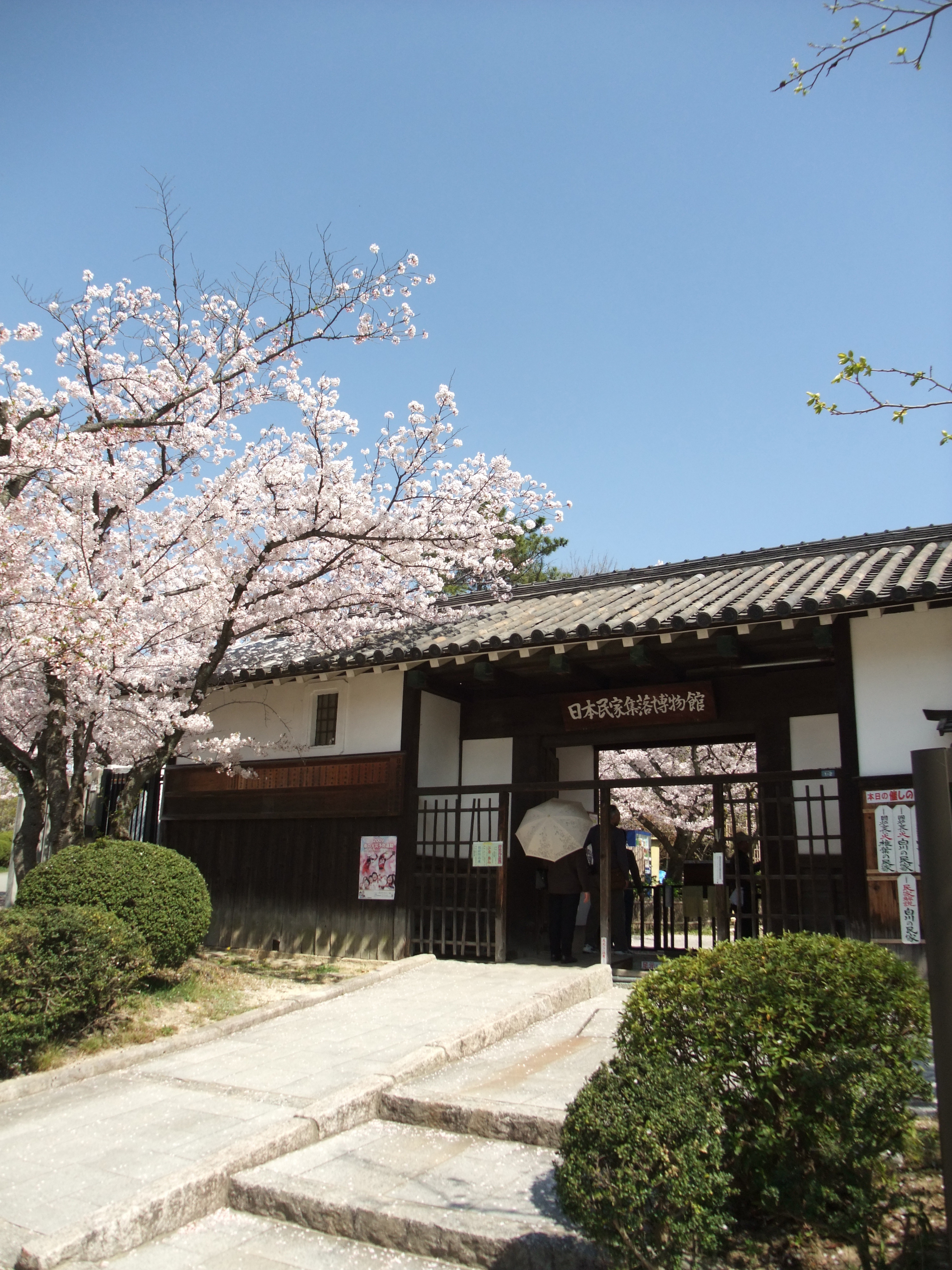
河内布施の長屋門

## 利用情報
- 開館時間 - 9:30-17:00（入館は16:30まで）
- 休館日 - 毎週月曜日（月曜日が祝日又は振替休日の場合は翌日）及び12月27日-1月4日